# Lisl Wagner-Bacher

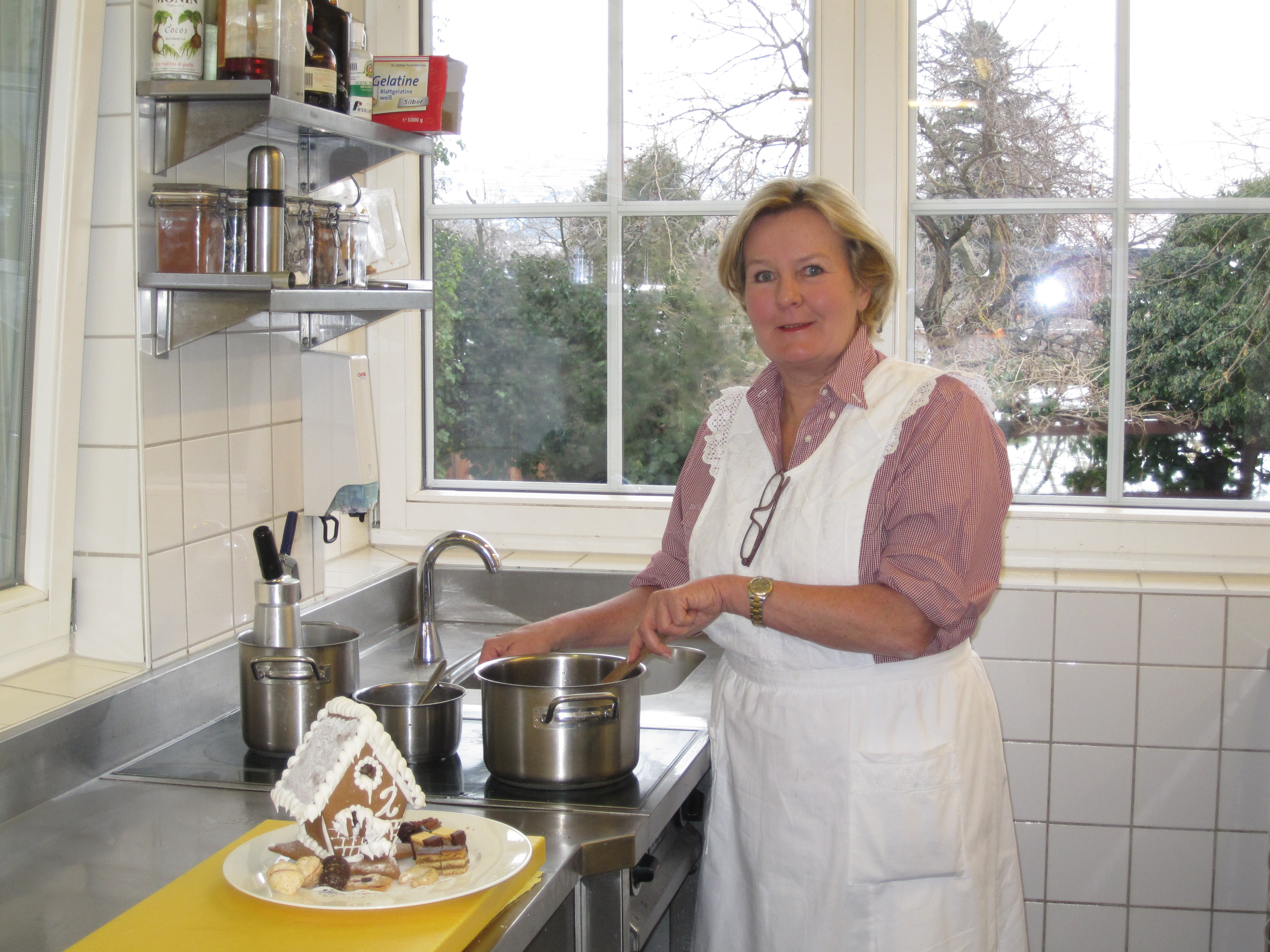
Lisl Wagner-Bacher (2009)

Elisabeth „Lisl“ Wagner-Bacher (* 5. November 1953 in Mautern an der Donau, Niederösterreich) ist eine österreichische Köchin.

## Leben
Wagner-Bacher besuchte das Gymnasium in Krems und absolvierte die Hotelfachschule in Bad Reichenhall. Danach war sie im elterlichen Betrieb zunächst im Service, ab 1977 in der Küche tätig. 
1979 übernahm Wagner-Bacher den Gasthof ihrer Eltern und führte ihn gemeinsam mit ihrem Mann Klaus Wagner (1948–2025) unter dem Namen Landhaus Bacher weiter. Anregungen für ihre Küche holte sie sich in Seminaren von Werner Matt und Reinhard Gerer im Hotel Hilton in Wien.
Im Jahr 1982 wurde ihr die erste Haube vom Gault Millau verliehen.
2010 wurde ihr Schwiegersohn Thomas Dorfer Küchenchef im Landhaus Bacher.

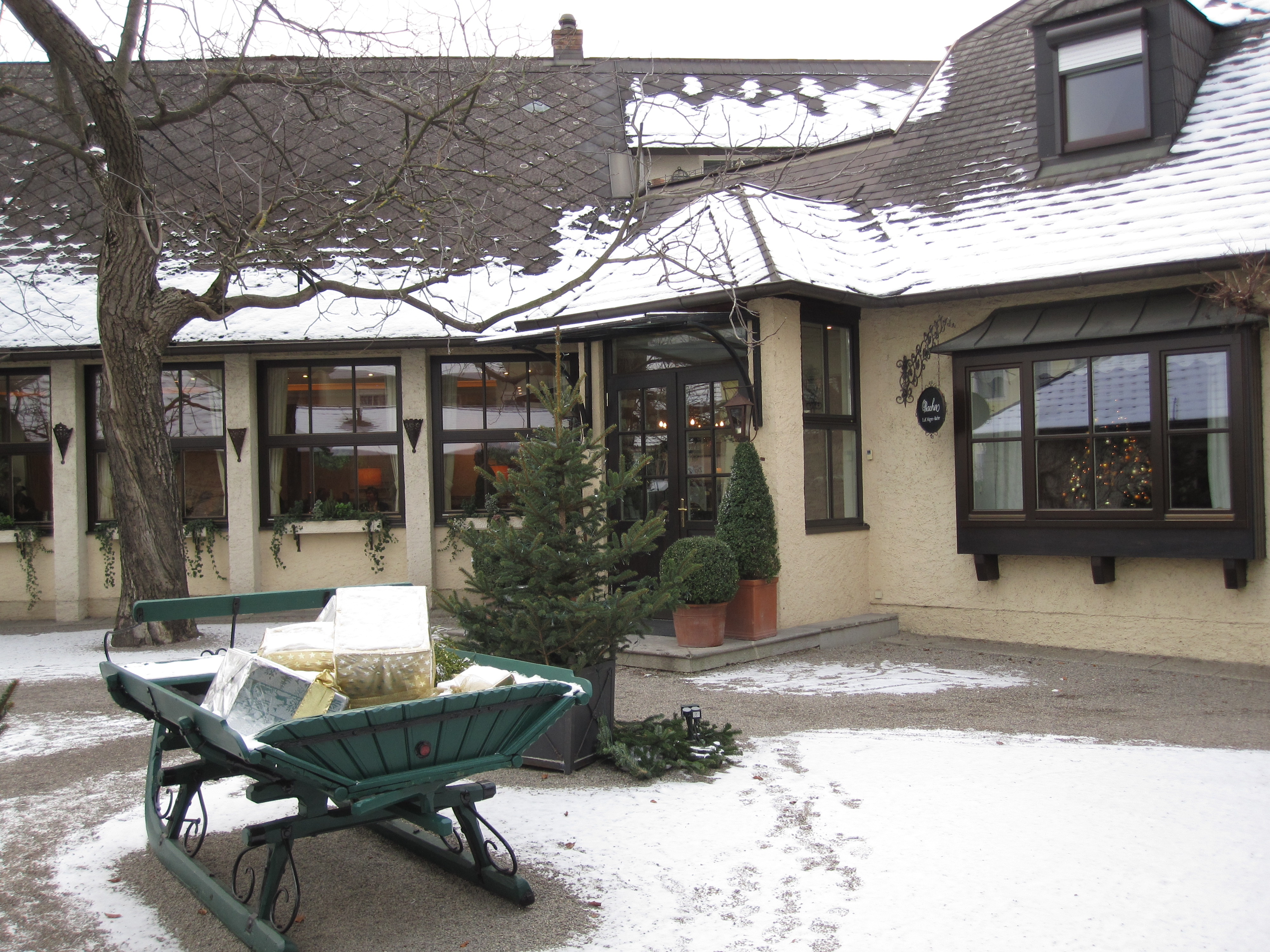
Landhaus Bacher im Winter

Von 2003 bis 2007 hat Wagner-Bacher als Köchin in der ORF-Sendung Frisch gekocht mitgewirkt. Im November 2014 kochte sie wieder bei Frisch gekocht gemeinsam mit Elisabeth Engstler. 2017 kochte sie bei Schmeckt perfekt (zuvor: Frisch gekocht) etwa einmal in der Woche.
Sie hat zwei Töchter.

## Auszeichnungen
- 1981: Gault Millau – 12 Punkte
- 1982: Gault Millau – erste Haube (13 Punkte)
- 1983: Gault Millau – zweite Haube sowie Koch des Jahres (erstmals für einen österreichischen Koch)
- 1988: Gault Millau – dritte Haube (17 Punkte)
- 1995: Gault Millau – 18 Punkte
- 2004: Gault Millau – 18 Punkte
- 2005: Guide Michelin – zwei Sterne. Die Bewertung behielt das Landhaus Bacher bis zur Einstellung des Guide Michelin Österreich im Jahr 2010.
- Das österreichische Gourmet-Magazin „A la Carte“ bewertete das Landhaus Bacher mit 97 von maximal 98 Punkten.
- 2011: Schlemmer Atlas – Spitzenkoch des Jahres
- 2012: Platz 91, San Pellegrino Liste WORLD´S BEST RESTAURANTS
- 2012: fünf Kochlöffel vom Schlemmer Atlas

## Bibliothek
Wagner-Bacher verfügt über eine umfangreiche Kochbuchsammlung, deren Ursprünge bis ins 17. Jahrhundert zurückreichen. Der Großteil stammt von der 1995 verstorbenen amerikanischen Kochbuchautorin und Mitarbeiterin beim amerikanischen Gourmet-Magazin Lillian Langseth-Christensen. Allein der von Langseth-Christensen in eine Stiftung eingebrachte und Wagner-Bacher zur Verfügung stehende Anteil an der Bibliothek umfasst ca. 3500 Bücher. Ältestes Stück aus der Sammlung ist das 1699 erschienene Granatapfel-Kochbuch – eines der wenigen erhaltenen Originale.

## Publikationen
- Meine Küche, 1989, ISBN 3-901003-01-0
- Die feine Küche auf österreichische Art, 1990, ISBN 3-517-01227-0
- Das Essen zum Wein, 2007, ISBN 3-902469-09-9
- Zu Gast in der Wachau: Kulinarische Plaudereien und 150 köstliche Rezepte, 2008, ISBN 3-85431-454-X
- Landhaus Bacher: Das Kochbuch – 3 Jahrzehnte Spitzengastronomie in der Wachau, 2011, ISBN 978-3-89910-496-7
- Meine österreichische Küche (2018)